# 借力
借力（ちゃくりき、韓国語　차륰、차력）とは、朝鮮半島に古くから伝わるという鍛錬法、武術。

## 概要
朝鮮半島の道士に古くから伝わってきた鍛錬法である。
「借力」とは、朝鮮半島の仙道（国仙道）独自の特殊な概念で、神の力や薬の力を「借りて」、超自然的な力を行使したり、身体を強壮にするというものである。中国の仙道にはこのような概念は無い。
また、仙道研究家の高藤聡一郎は、韓国伝統式の硬気功のこととしている。
借力を現代風に整理した力抜山によると、借力の「借」には「借りる」の他に「助ける」という意味があるという。自然の力を借りたり、呼吸法を使って体を鍛えて超人となることを主眼としており、道師の護身のために武術が生まれたとしている。
道教の仙人のように、修行によって超能力を得ることが可能としており、過去には予知や「縮地法」（一瞬で長距離を移動する。瞬間移動の一種。）などを身に着けた者がいたという。奇門遁甲と共通の術もあるという。
極真空手の大山倍達も学んだことで有名であり、漫画『ゴッドハンド』などにも出てくる。ブランコ・シカティックやピーター・アーツを輩出したオランダのキックボクシングジム「ドージョー・チャクリキ」の名前は大山倍達の借力修行から来ている。

## 歴史
山に篭って修行していた朝鮮半島の道士たちが研鑽を重ね、1000年ほど前に生み出したものといわれている。高麗の姜邯賛や李氏朝鮮の西山大師は道術に長けており、借力も使えたといわれている。その後、朝鮮出兵などで山に篭って修行する道師が減ったためにだんだん下火になっており、継承者は少なくなっている。
李朝時代末期に生まれ、朝鮮半島の九月山で仙道や借力を修行した権泰勲は戦後、韓国で丹学仙院を開き、呼吸法を中心に指導した。
植民地時代の朝鮮半島に生まれた力抜山が日本では有名である。力抜山は日本に留学後、韓国の俗離山に修行の旅に出て借力を修行し悟りを開いた後、1959年に韓国の大田に道場を設け、1967年、ソウルで道場を開設。フジテレビのテレビ番組『万国びっくりショー』に出演したことから日本でも話題になり、その後は日本の茨城県鹿嶋市に道場「脳道館」を構えて現在に至っている。
力はイラン海軍や韓国軍に教授したこともあるほか、自衛隊体育学校で東洋的な鍛錬法が研究された際に力抜山を招いたことがある。

## 技法
古来より、3つの修行法に分けられる。
- 薬借 - 薬草の力で身体を強壮にする。
- 神借 - 神の力を授かり、超能力を得たり、身体を強壮にする（力抜山は、山に篭り、呼吸法を会得することとしている。）
- 錬借 - 木や岩を打って体を鍛える。

李朝時代末期に山借（神借のひとつ。山神から常人を超えた体力と精神力を授かるというもの）の修行をした権泰勲によると、修行の内容は、山に籠もって「山借咒」という呪文を唱え続けるというものであったという。通常はこの方法で山借を体得するのに数百日かかるという。
力抜山によると、古くからある借力では「百日祈祷」と呼ばれる修行が行われたと言われている。修行者が山や墓地に行ったり、部屋に閉じ込めて百日祈祷することで霊が出現し、その霊を味方にすることで力を得られるとされていた。

### 力抜山流の借力の技法
力抜山流の借力では「精素学」（脳にある精素というエネルギーを使って体を強化する）という考えにもとづいて呼吸法で神経を鍛えるのが主となっている。
力抜山流の借力には「差」という訓練の段階（30差まである）がある。1差から10差までが生化神経の訓練、つまり呼吸法修練であり、差が上がるにつれて息の止め方や止める時間が変化する。それ以降は呼吸法ではなく、11差から20差までは感覚神経の訓練となる。21差から30差までは意識神経の訓練である。
そのほか、借力演技という力試しを行う。車を足の上に通したり、鎖を噛み切ったりという壮絶なものである。力抜山はファイティング原田のパンチや猪狩元秀の蹴りを受けたり、矢で撃たれたりといった演技を行っている。来日していたモハメド・アリに自分を殴るよう挑戦を挑んだこともあるが、この時はアリの都合で実現しなかったという。
借力拳法は一部テッキョンに似た技法がある他、力抜山流ではハングルの子音を象った構えが存在する。対動物の技術が存在し、牛、虎、熊と戦う方法などが著書に紹介されている。借力拳法には段がある。